# Cimetière Notre-Dame (Versailles)
Het Cimetière Notre-Dame te Versailles is een kleine begraafplaats, vooral bekend omwille van de grafkelder van Alexandre Saint-Yves d’Alveydre, gebouwd volgens de regels van de Archeometer, een van zijn eigen uitvindingen.
Cimetière d'Auteuil ·
Cimetière des Batignolles ·
Cimetière de Belleville ·
Cimetière de Bercy ·
Cimetière du Calvaire·
Catacomben ·
Cimetière des Innocents ·
Cimetière d'Ivry ·
Cimetière de Montmartre ·
Cimetière du Montparnasse ·
Cimetière Notre-Dame ·
Cimetière de Passy ·
Cimetière du Père-Lachaise ·
Cimetière Saint-Vincent ·
Cimetière de la Villette
Zie ook: Lijst van bezienswaardigheden in Parijs